# Skäckerfjällen
Skäckerfjällen este o arie protejată (arie specială de conservare — SAC, sit de importanță comunitară — SCI, arie de protecție specială avifaunistică — SPA) din Suedia întinsă pe o suprafață de 46.235,1 ha, integral pe uscat.

## Localizare
Centrul sitului Skäckerfjällen este situat la coordonatele 63°49′58″N 12°41′11″E / 63.8329°N 12.6865°E.

## Înființare
Situl Skäckerfjällen a fost declarat sit de importanță comunitară în decembrie 1995 pentru a proteja 28 de specii de animale. Alte tipuri de protecție:
- arie de protecție specială avifaunistică (în decembrie 1996)[2]
- arie specială de conservare (în decembrie 2009)[1][3][4]

## Biodiversitate
Situată în ecoregiunea alpină, aria protejată conține 13 habitate naturale: Mlaștini turboase de tranziție și turbării mișcătoare, Pajiști alpine și boreale, Taiga vestică, Liziere de ierburi înalte hidrofile de câmpie și de nivel montan până la alpin, Ape stătătoare oligotrofe până la mezotrofe, cu vegetație de Littorelletea uniflorae și/sau de Isoëto-Nanojuncetea, Tufărișuri subarctice cu Salix spp., Pajiști alpine și subalpine calcaroase, Turbării Aapa, Păduri fino-scandinave bogate în ierburi cu Picea abies, Pajiști boreale și alpine pe substrat silicios, Râuri de munte și vegetația erbacee de pe malurile acestora, Păduri nordice subalpine/subarctice cu Betula pubescens ssp. czerepanovii, Grohotișuri silicioase de la nivelul montan până la nivelul zăpezii (Androsacetalia alpinae și Galeopsietalia ladani).
La baza desemnării sitului se află mai multe specii protejate:
- păsări (24): minunița (Aegolius funereus), ciuf de câmp (Asio flammeus), cocoșul de mesteacăn (Bonasa bonasia), Charadrius morinellus, erete vânăt (Circus cyaneus), lebădă de iarnă (Cygnus cygnus), ciocănitoare neagră (Dryocopus martius), șoim de iarnă (Falco columbarius), Gallinago media, cufundar polar (Gavia arctica), cufundar mic (Gavia stellata), cocor (Grus grus), gușă albastră (Luscinia svecica), vultur pescar (Pandion haliaetus), notatița cu ciocul subțire (Phalaropus lobatus), bătăuș (Philomachus pugnax), ciocănitoare de munte (Picoides tridactylus), ciocănitoare verzuie (Picus canus), ploier auriu (Pluvialis apricaria), Sterna paradisaea, Surnia ulula, cocoșul de mesteacăn (Tetrao tetrix tetrix),  cocoș de munte (Tetrao urogallus), fluierar de mlaștină (Tringa glareola)
- mamifere (4): vulpe polară (Alopex lagopus), gluton (Gulo gulo), vidră de râu (Lutra lutra), râs eurasiatic (Lynx lynx)